# Allium armenum
Allium armenum är en amaryllisväxtart som beskrevs av Pierre Edmond Boissier och Karl Theodor Kotschy. Allium armenum ingår i släktet lökar, och familjen amaryllisväxter. Inga underarter finns listade i Catalogue of Life.